# Montluçon Communauté
Die Montluçon Communauté ist ein französischer Gemeindeverband mit der Rechtsform einer Communauté d’agglomération im Département Allier in der Region Auvergne-Rhône-Alpes. Sie wurde am 5. Dezember 2016 gegründet und umfasst 21 Gemeinden. Der Verwaltungssitz befindet sich im Ort Montluçon.

## Historische Entwicklung
Der Gemeindeverband entstand mit Wirkung vom 1. Januar 2017 durch die Fusion der Vorgängerorganisationen Communauté d’agglomération Montluçonnaise und Communauté de communes du Pays de Marcillat-en-Combraille.

## Mitgliedsgemeinden
| Gemeinde                  | Einwohner 1. Januar 2022 | Fläche km² | Dichte Einw./km² | Code INSEE | Postleitzahl |
| ------------------------- | ------------------------ | ---------- | ---------------- | ---------- | ------------ |
| Arpheuilles-Saint-Priest  | 374                      | 20,02      | 19               | 03007      | 03420        |
| Désertines                | 4.323                    | 8,34       | 518              | 03098      | 03630        |
| Domérat                   | 8.665                    | 35,54      | 244              | 03101      | 03410        |
| La Petite-Marche          | 165                      | 14,93      | 11               | 03206      | 03420        |
| Lamaids                   | 206                      | 8,02       | 26               | 03136      | 03380        |
| Lavault-Sainte-Anne       | 1.138                    | 9,08       | 125              | 03140      | 03100        |
| Lignerolles               | 758                      | 11,81      | 64               | 03145      | 03410        |
| Marcillat-en-Combraille   | 907                      | 35,21      | 26               | 03161      | 03420        |
| Mazirat                   | 280                      | 20,26      | 14               | 03167      | 03420        |
| Montluçon                 | 33.317                   | 20,67      | 1.612            | 03185      | 03100        |
| Prémilhat                 | 2.513                    | 21,12      | 119              | 03211      | 03410        |
| Quinssaines               | 1.539                    | 25,37      | 61               | 03212      | 03380        |
| Ronnet                    | 168                      | 19,88      | 8                | 03216      | 03420        |
| Saint-Fargeol             | 187                      | 10,36      | 18               | 03231      | 03420        |
| Saint-Genest              | 388                      | 15,17      | 26               | 03233      | 03310        |
| Saint-Marcel-en-Marcillat | 128                      | 10,55      | 12               | 03244      | 03420        |
| Saint-Victor              | 2.078                    | 23,22      | 89               | 03262      | 03410        |
| Sainte-Thérence           | 179                      | 13,14      | 14               | 03261      | 03420        |
| Teillet-Argenty           | 553                      | 21,99      | 25               | 03279      | 03410        |
| Terjat                    | 181                      | 17,74      | 10               | 03280      | 03420        |
| Villebret                 | 1.333                    | 15,34      | 87               | 03314      | 03310        |
| Montluçon Communauté      | 59.380                   | 377,76     | 157              | –          | –            |